# Charles Edward Clark

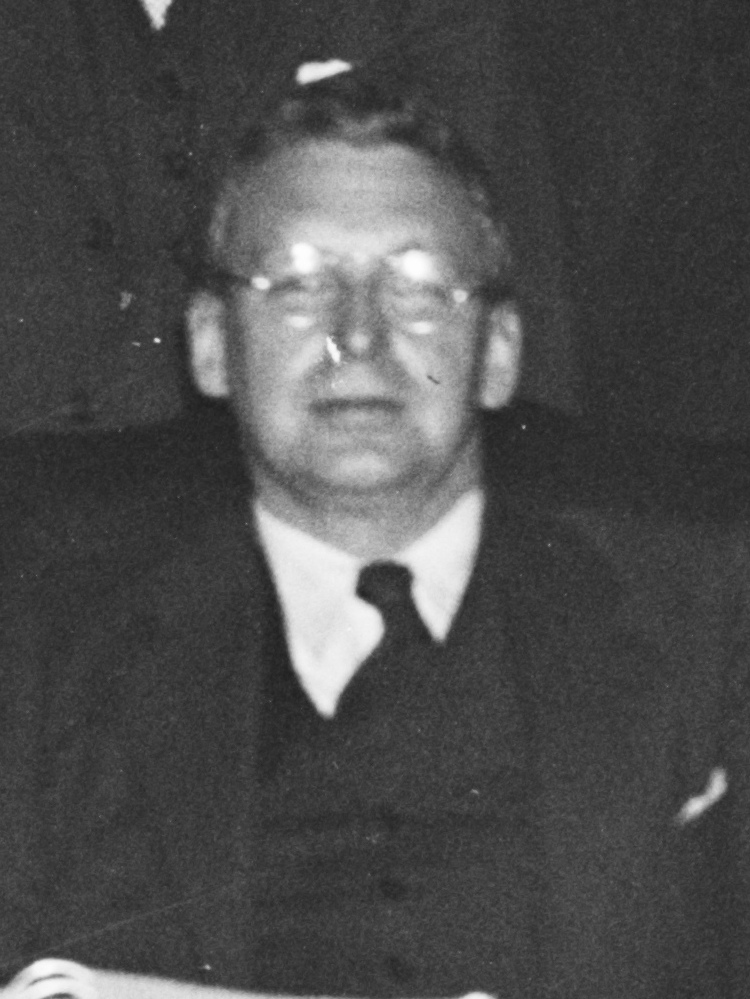
Charles Edward Clark (1935).

Charles Edward Clark (* 9. Dezember 1889 in Woodbridge, Connecticut; † 13. Dezember 1963 in Hamden, Connecticut) war ein US-amerikanischer Jurist und Politiker der Republikanischen Partei, der unter anderem zwischen 1917 und 1918 Mitglied in das Repräsentantenhauses von Connecticut sowie von 1954 bis 1959 Präsident des Berufungsgerichts der Vereinigten Staaten für den zweiten Gerichtsbezirk (Chief Judge of the US Court of Appeals for the Second Circuit) war.

## Leben
Charles Edward Clark, Sohn von Samuel Orman Clark (1861–1937) und Pauline Marquart Clark (1864–1936), absolvierte nach dem Schulbesuch ein grundständiges Studium am Yale College, welches er 1911 mit einem Bachelor of Arts (B.A.) beendete. Ein darauf folgendes Studium der Rechtswissenschaften an der Yale Law School schloss er 1913 mit einem Bachelor of Laws (LL.B.) ab und war nach seiner anwaltlichen Zulassung von 1912 bis 1919 als Rechtsanwalt in New Haven tätig. 1917 wurde er als Kandidat der Republikanischen Partei als Mitglied in das Repräsentantenhaus von Connecticut gewählt und gehörte diesem bis 1918 an. 1919 übernahm er eine Professur für Rechtswissenschaften an der Yale Law School und lehrte dort anschließend von 1929 bis 1939 als Inhaber des„John William Sterling“-Lehrstuhls, wobei er als Nachfolger von Robert Maynard Hutchins von 1929 bis zu seiner Ablösung durch Ashbel Green Gulliver 1939 auch deren Dekan war. Während dieser Zeit war er zwischen 1927 und 1931 auch stellvertretender Richter am Stadtgericht von Hamden und 1938 kurzzeitig auch als Special Assistant Attorney General in der Antitrust Division tätig, eine Abteilung des US-Justizministeriums, die das US-Kartellrecht durchsetzt, ausschließlich für bundesstaatliche Kartellstrafverfolgungen zuständig ist und sich die Zuständigkeit für die zivilrechtliche Kartellrechtsdurchsetzung mit der 1914 gegründeten Bundeshandelskommission FTC (Federal Trade Commission) teilt.
Am 5. Januar 1939 wurde Clark durch US-Präsident Franklin D. Roosevelt für einen neu geschaffenen Sitz als Bundesrichter für das Berufungsgericht des zweiten Gerichtsbezirks nominiert. Nach der Zustimmung des US-Senats am 7. März 1939 trat er dieses Amt offiziell am 9. März 1939 an. Daneben lehrte er zwischen 1951 und 1963 auch als Gast-Lecturer Rechtswissenschaften an der Yale University. Als Nachfolger von Harrie B. Chase übernahm er 1954 auch das Amt als Präsident des Berufungsgerichts der Vereinigten Staaten für den zweiten Gerichtsbezirk (Chief Judge of the US Court of Appeals for the Second Circuit) und bekleidete dieses bis 1959, woraufhin J. Edward Lumbard ihn ablöste. In dieser Funktion war er von 1954 bis 1959 auch Mitglied der US-Justizkonferenz (Judicial Conference of the United States), ein 1922 eingerichtetes Gremium, das vom Obersten Richter der Vereinigten Staaten (Chief Justice of the United States) geleitet wird und aus dem Obersten Richter, dem Vorsitzenden Richter jedes Bundesberufungsgerichtsbezirks sowie einem Bezirksrichter aus verschiedenen Bundesgerichtsbezirken besteht. Am 13. Dezember 1963 schied er aus dem aktiven Richterdienst und wurde daraufhin Senior Judge, während Robert P. Anderson zum neuen Bundesrichter für das Berufungsgericht des zweiten Gerichtsbezirks berufen wurde.
Aus seiner Ehe mit Dorothy Gregory Clark (1891–1975) ging der Sohn Charles Elias „Eli“ Clark (1921–2011) hervor, der als Professor ebenfalls an der Yale Law School lehrte. Nach seinem Tode wurde er auf dem Grove Street Cemetery in New Haven beigesetzt.

## Veröffentlichungen
- Probate law and practice of Connecticut. Mitautoren Livingston W. Cleaveland, Harrison Hewitt, Mary E. Manchester, The Banks law publishing Co., New York 1915.
- Handbook of the law of code pleading. West Pub. Co., St. Paul 1928, Neuauflage 1947.
- Cases on modern pleading. West Pub. Co., St. Paul 1930, Neuauflagen 1934, 1940, 1951/1952.
- Cases on the law of partnership. West Pub. Co., St. Paul 1932.
- Jury trial in civil cases--a study in judicial administration. Yale University Press, New Haven 1934.
- Law professor, what now?. 1934.
- A study of law administration in Connecticut. A report of an investigation of the activities of certain trial courts of the state 2. Yale University Press, New Haven 1937.
- Simplified pleading. Chicago 1940.
- Summary judgments. A proposed rule of court. Chicago 1940.
- Real covenants and other interests which „run with land“ including licenses, easements, profits, equitable restrictions, and rents. Callaghan & Company, Chicago 1929, Neuauflage 1947.
- Procedure, the handmaid of justice. West Pub. Co., St. Paul 1965.

## Hintergrundliteratur
- Peninah Petruck (Hrsg.): Judge Charles Edward Clark. Oceana Publications, New York 1991, ISBN 0-379-20071-6